# Bromelia antiacantha
Bromelia antiacantha är en gräsväxtart som beskrevs av Antonio Bertoloni. Bromelia antiacantha ingår i släktet Bromelia och familjen Bromeliaceae. Inga underarter finns listade i Catalogue of Life.

## Bildgalleri

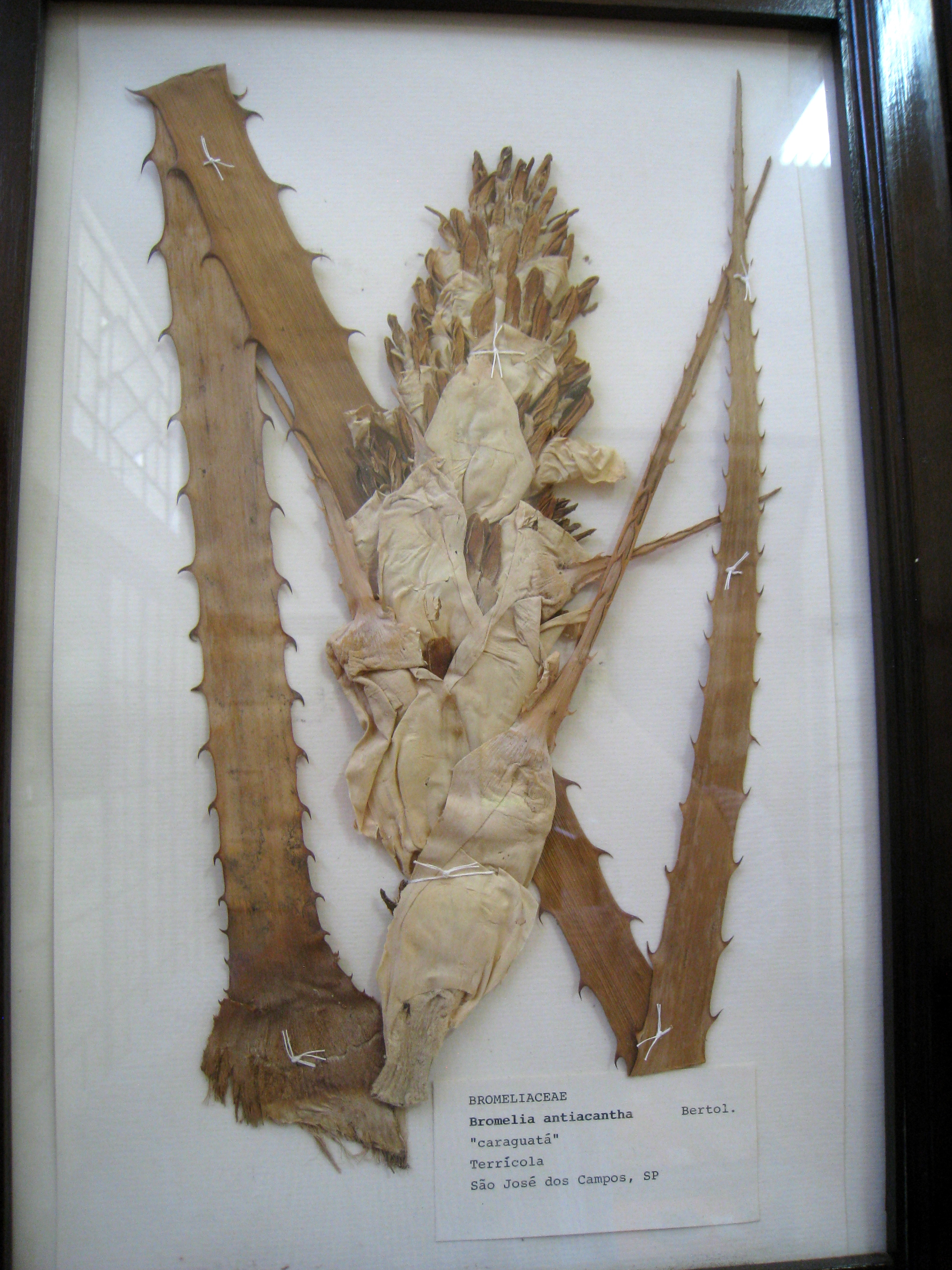
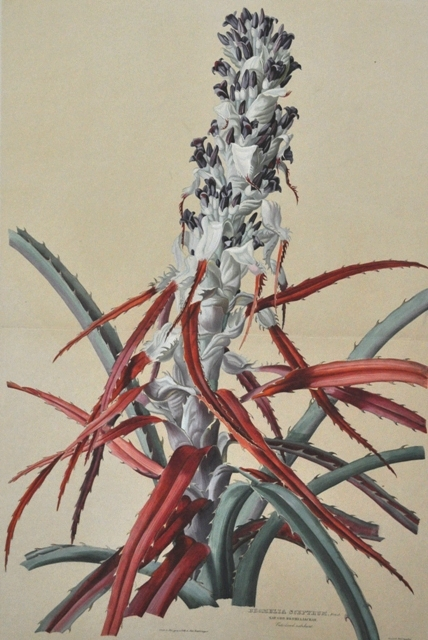